# 1776 Kuiper
1776 Kuiper је астероид главног астероидног појаса са пречником од приближно 35,96 km.
Афел астероида је на удаљености од 3,142 астрономских јединица (АЈ) од Сунца, а перихел на 3,064 АЈ.
Ексцентрицитет орбите износи 0,012, инклинација (нагиб) орбите у односу на раван еклиптике 9,492 степени, а орбитални период износи 1996,964 дана (5,467 година).
Апсолутна магнитуда астероида је 11,00 а геометријски албедо 0,054.
Астероид је откривен 24. септембра 1960. године.